# Khu bảo tồn thiên nhiên Lung Ngọc Hoàng
Khu bảo tồn thiên nhiên Lung Ngọc Hoàng là khu bảo tồn thiên nhiên thuộc tỉnh Hậu Giang. Khu bảo tồn nằm tại huyện Phụng Hiệp, tỉnh Hậu Giang cách trung tâm thành phố Cần Thơ khoảng 40 km. Lung Ngọc Hoàng có nghĩa là "Vùng đất trũng ngập nước của ông Trời" từng được gọi là "vựa rắn" của miền Tây (Tây Nam Bộ). Đây là khu rừng có diện tích lớn nhất tỉnh Hậu Giang.

## Sinh thái

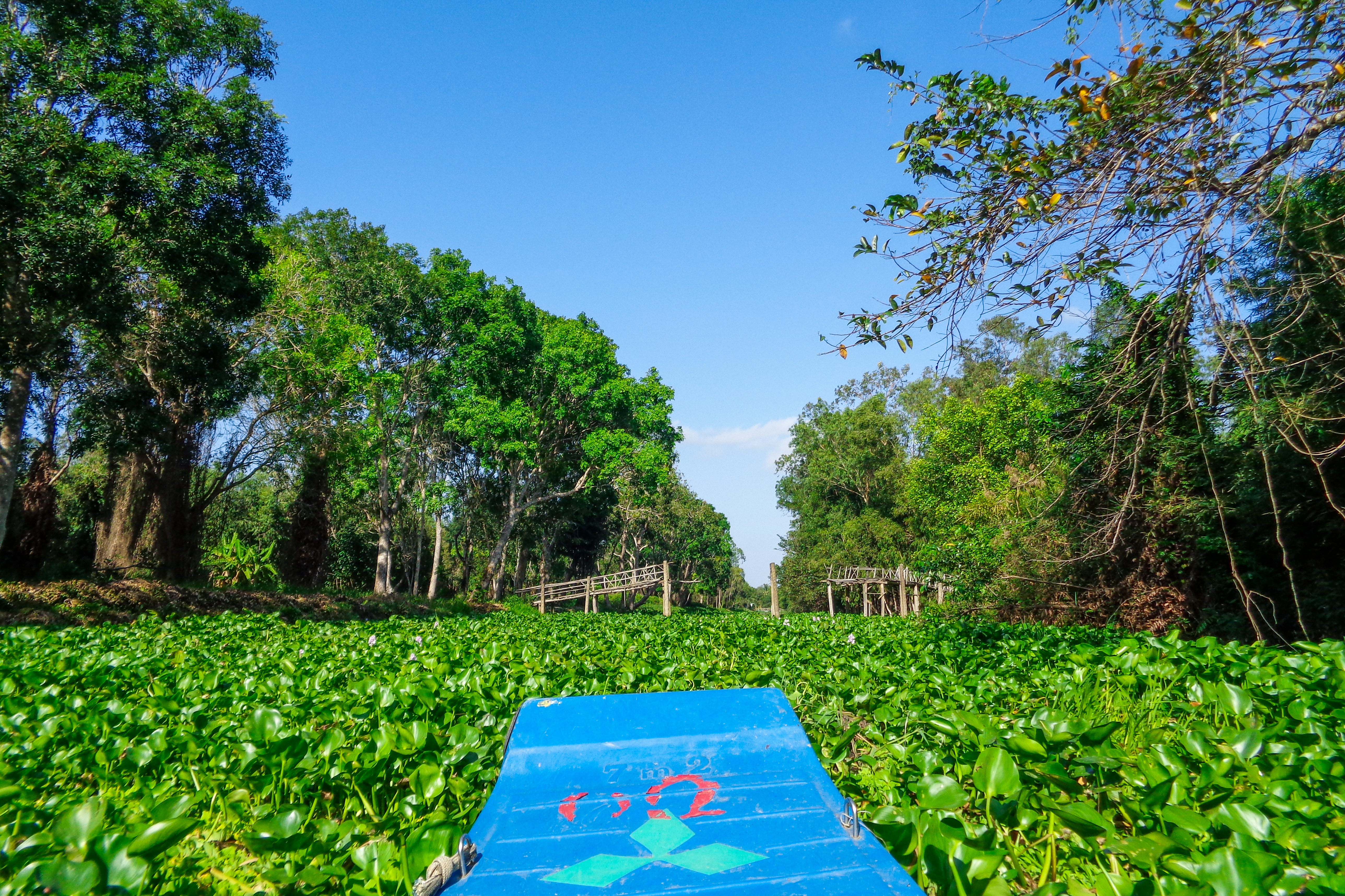
Đi thuyền máy trên dòng kênh chứa đầy bèo lục bình, ở phía xa là cây cầu bị đứt gãy đôi ở khu bảo tồn

Đây là vùng sinh thái ngập nước, có tổng diện tích 28 km² (2.800 ha). Khu được phân chia thành 3 phân khu, bao gồm:
- Phân khu bảo vệ nghiêm ngặt, có diện tích trên 1.015 ha.
- Phân khu phục hồi sinh thái, diện tích 937,11 ha.
- Phân khu hành chính dịch vụ, diện tích 846,92 ha.

Và vùng đệm 8.836 ha.
Lung Ngọc Hoàng là rừng ngập nước, chủ yếu là cây tràm, xà cừ, keo tai tượng, keo lai, chiếm diện tích khoảng 1.500 ha, cỏ dại và dây leo mọc chằng chịt. Tất cả có trên 330 loài thực vật (trong đó 237 loài tự nhiên và 93 loài gây trồng) với 224 chi, 92 họ, trong đó có 56 loài mới phát hiện. Thực vật đa dạng thuộc các hệ:
- Hệ thực vật ngập nước nhiều loài khác nhau, như tràm, lau, sậy, bòng bong,[7] bần, dừa nước,[3]...
- Hệ thực vật trên cạn như gừa, xộp, cà na, sắn, mua, trâm bầu, ô môi,[3] ngái lông,...
- Vành đai bìa rừng tràm là các cây trồng: mít, xoài, mãng cầu, đu đủ, dừa,[3]...

Động vật có 206 loài chim, thú và 77 loài cá, bao gồm:
- Các loài chim: le le, cò trắng, bạc má, cà cuốc, cò ốc, giang sen, cò lạo xám, ác là,...[3]
- Các loài thú: dơi chó, rái móng, chồn mực, cáo mèo,[3]...
- Các loài động vật thủy sinh: cá, tôm các loại[7] như cá rô, cá lóc, cá bông, trê trắng, thác lác,[2]... Đặc biệt loài quý hiếm như càng đước, cua đinh, rùa vàng, ếch giun, cá còm,...[3]
- Các loài lưỡng cư khác bao gồm: rái cá lông mũi, rùa nắp, rắn hổ mang,[3]... quý hiếm.

## Lịch sử
Trước năm 1945, khu vực này được người dân vỡ đất làm ruộng và khai thác cá, càng về sau do tình trạng chiến tranh nên khu vực bị bỏ hoang, rồi trở thành căn cứ cách mạng trong suốt thời gian chiến tranh từ 1945 đến 1975. Lung Ngọc Hoàng là căn cứ địa cách mạng của Huyện ủy Long Mỹ và Phụng Hiệp, nơi đây đặt Trại giam, Công binh xưởng và một số cơ quan của Khu ủy Tây Nam bộ.
Sau chiến tranh, khu vực này được giao cho Nông trường Phương Ninh rồi sau đó là Nông trường Mùa Xuân đầu tư trồng cây tràm và khai thác nguồn lợi thủy sản. Đến năm 2002, Khu bảo tồn thiên nhiên Lung Ngọc Hoàng được thành lập theo Quyết định của Thủ tướng Chính phủ và Quyết định của Ủy ban nhân dân tỉnh Hậu Giang trở thành địa điểm nổi bật nhất của du lịch Hậu Giang.
Ban quản lý Khu bảo tồn thiên nhiên Lung Ngọc Hoàng được đặt tại địa chỉ ấp Mùa Xuân, xã Phương Bình, huyện Phụng Hiệp.

## Phát triển kinh tế
Vấn đề từng gây khó khăn trong việc bảo vệ tốt khu bảo tồn là chưa giải tỏa hết các hộ dân sống gần. Họ sống rải rác, khoảng 80 hộ với chừng 300 người chủ yếu bằng nghề nông và đánh bắt cá. Đây là nguyên nhân gây cháy rừng và săn bắt động vật quý hiếm, do họ gây nhiều vụ cháy do đốt đồng và đốt ong lấy mật. Bên cạnh vấn đề người dân thì từ 2003 đến khoảng 2007, ban giám đốc Nông trường Mùa Xuân và ban giám đốc khu bảo tồn đã cho đốn khoảng 1.300 ha rừng tràm và đốn sạch 71 ha rừng keo tai tượng, bạch đàn, tràm bông vàng,...mà theo họ là theo chính sách của Ủy ban nhân dân tỉnh để lấy gỗ, rồi sau đó đào ao nuôi cá, gây mất mát lớn cho khu bảo tồn.
Lung Ngọc Hoàng ngày nay đang được quy hoạch và phát triển theo hướng kết hợp giữa bảo tồn thiên nhiên và phát triển du lịch. Giám đốc Khu nghỉ dưỡng Ricefield Logge ở xã Trường Long, huyện Phong Điền, Cần Thơ là Stiermann Marrin từng phát biểu: "Lung Ngọc Hoàng nên là hạt nhân trong toàn bộ chiến lược phát triển du lịch của tỉnh Hậu Giang". Các hoạt động kinh tế trong và quanh khu bảo tồn bao gồm gác kèo ong lấy mật, trồng các loại rau rừng, bông súng, câu cá đồng, nghỉ dưỡng, tham quan vườn cây ăn trái. Ngoài ra, đây cũng được xem là một trong những "lá phổi xanh" của đồng bằng sông Cửu Long.